# Ckla
Ckla (en serbe cyrillique : Цкла) est un village du sud du Monténégro, dans la municipalité de Bar.

## Démographie

### Évolution historique de la population
| 1948 | 1953 | 1961 | 1971 | 1981 | 1991 | 2003 |
| ---- | ---- | ---- | ---- | ---- | ---- | ---- |
| 179  | 193  | 243  | 285  | 291  | 171  | 104  |